# Villacreces
Villacreces és una localitat despoblada pertanyent al municipi de Santervás de Campos, a la província de Valladolid, comunitat autònoma de Castella i Lleó, Espanya. Està situada a 810 metres d'altitud.
Actualment no té cap habitant. Els últims habitants es varen anar el 1981.
Es conserva la torre mudèjar de la seva església, múltiples habitatges en estat ruïnós i el cementeri.

## Història
En 1598, Juan de Vega, senyor de la vila de Grajal de Campos, pledejar amb els concejos de Villacreces i Escobar de Campos 39 càrregues de blat i 1 càrrega i 6 celemines (una mesura) d'ordi que li devien per raó de la rata de 1596.